# 纳米克·凯末尔
纳米克·凯末尔（土耳其語：Namık Kemal；1840年12月21日—1888年12月2日）是鄂圖曼帝國的作家、记者、诗人，土耳其的启蒙思想家。